# Burzenin
Pour la gmina, voir Burzenin (gmina).
Burzenin est une localité polonaise, siège de la gmina de Burzenin, située dans le powiat de Sieradz en voïvodie de Łódź.